# Synaphea
Synaphea es un género de arbustos perteneciente a la familia Proteaceae. Es originario de Australia Occidental.

## Descripción
Son pequeños arbustos, con las hojas pinnadas y las inflorescencias de color amarillo brillante.

## Taxonomía
Synaphea fue descrita por Robert Brown y publicado en Revisio Generum Plantarum 1: 302, en el año 1891.
Etimología
El nombre del género deriva del griego y significa union o connección, describiendo una anomalía en la estructura de las flores.

### Lista de especies
56 especies son reconocidas:
- Synaphea acutiloba Meisn.
- Synaphea aephynsa A.S.George
- Synaphea bifurcata A.S.George
- Synaphea boyaginensis A.S.George
- Synaphea brachyceras R.Butcher
- Synaphea canaliculata A.S.George
- Synaphea cervifolia A.S.George
- Synaphea constricta A.S.George
- Synaphea cuneata A.S.George
- Synaphea damopsis A.S.George
- Synaphea decorticans Lindl.
- Synaphea decumbens A.S.George
- Synaphea diabolica R.Butcher
- Synaphea divaricata (Benth.) A.S.George
- Synaphea drummondii Meisn.
- Synaphea endothrix A.S.George
- Synaphea favosa R.Br.
- Synaphea flabelliformis A.S.George
- Synaphea flexuosa A.S.George
- Synaphea floribunda A.S.George
- Synaphea gracillima Lindl.
- Synaphea grandis A.S.George
- Synaphea hians A.S.George
- Synaphea incurva A.S.George
- Synaphea interioris A.S.George
- Synaphea intricata A.S.George
- Synaphea lesueurensis A.S.George
- Synaphea macrophylla A.S.George
- Synaphea media A.S.George
- Synaphea nexosa A.S.George
- Synaphea obtusata (Meisn.) A.S.George
- Synaphea odocoileops A.S.George
- Synaphea oligantha A.S.George
- Synaphea otiostigma A.S.George
- Synaphea oulopha A.S.George
- Synaphea pandurata R.Butcher
- Synaphea panhesya A.S.George
- Synaphea parviflora A.S.George
- Synaphea petiolaris R.Br. -
- Synaphea pinnata Lindl. -
- Synaphea platyphylla A.S.George
- Synaphea polymorpha R.Br.
- Synaphea polypodioides R.Butcher
- Synaphea preissii Meisn.
- Synaphea quartzitica A.S.George
- Synaphea rangiferops A.S.George
- Synaphea recurva A.S.George
- Synaphea reticulata (Sm.) Druce
- Synaphea sparsiflora A.S.George
- Synaphea spinulosa (Burm.f.) Merr.
- Synaphea stenoloba A.S.George
- Synaphea tamminensis A.S.George
- Synaphea trinacriformis R.Butcher
- Synaphea tripartita A.S.George
- Synaphea whicherensis A.S.George
- Synaphea xela R.Butcher